# Haramsøya
Haramsøya er en ø i øgruppen Nordøyane (Nordøerne) i den tidligere Haram kommune, nu en del af Ålesund, på Ydre Sunnmøre  i Møre og Romsdal fylke i Norge. Den har et areal er 13,3 km². Største by er Austnes med 381 indbyggere pr 1. januar 2019. 
Øen har færgeforbindelse fra Austnes til Skjeltene (og fylkesvej 651) på fastlandet og til Lepsøya i sydvest. Fylkesvej 150  og Ullasundbroen giver vejforbindelse til Flemsøya i nordøst.
Haramsfjorden ligger sydvest for øen, og Longvafjorden nordøst.

## Haramsskatten
Haramsskatten var en grav fra ældre jernalder der blev fundet da der skulle nedsættes en septiktank på Arnfinngarden i bygden Haram i 1968. Under arbejdet fandt man  en 2*1 meter stor stenkiste som blev knust. Under denne  blev der fundet en grav hvor den døde var lagt i et bjørneskind, sammen med gravgaver som drikkebægre af glas og spillebrikker af ben. Der blev også fundet et stort romersk bronzefad og en stor mængde guld. Gravgodset af guld bestod af en armring, tre fingerringe og en medaljon som afbildede kejser Constantius 2. (regerede 337 - 361) og kejser Valens (regerede 364 - 378). Til sammen 622,2 gram guld blev der fundet, hvilket gør  fundet til det største guldfund fra 300-tallet i Nord-Europa.